# Jos De Bakker

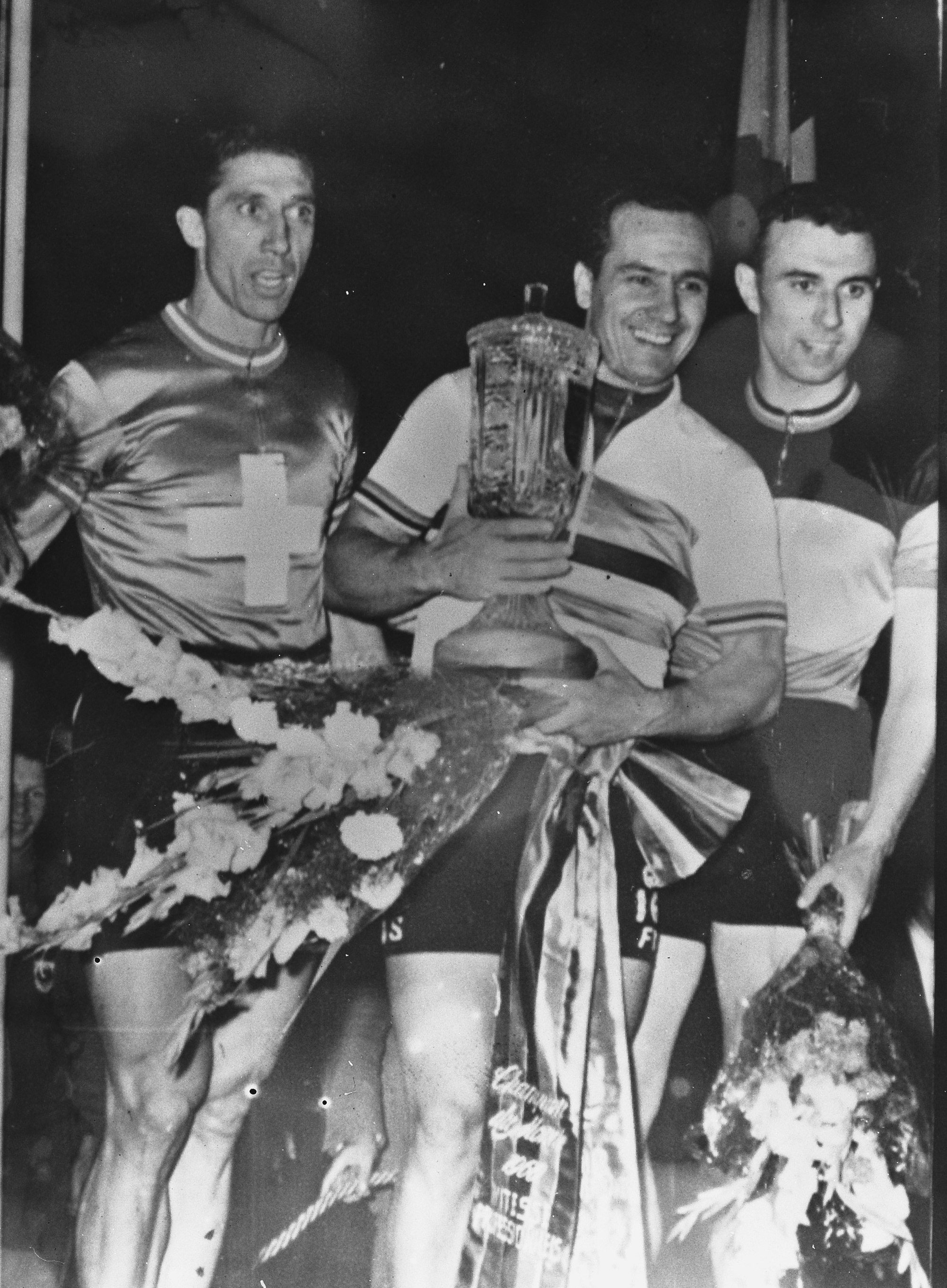
Jos De Bakker (rechts) mit Oscar Plattner (links) und Antonio Maspes (Mitte) bei Siegerehrung in der Sprint-Disziplin bei den Bahn-Weltmeisterschaften 1960 in Leipzig

Joseph „Jos“ De Bakker (* 27. Mai 1934 in Antwerpen-Borgerhout) ist ein ehemaliger belgischer Bahnradsportler.
Jos De Bakker war von 1950er bis in die 1960er Jahre hinein der dominierende belgische Rennfahrer in den Kurzzeitdisziplinen auf der Bahn. Zwischen 1952 und 1966 wurde er 13-mal belgischer Meister im Sprint, fünfmal als Amateur und ab 1957 achtmal als Profi. Viermal – 1960, 1961, 1963 und 1964 – belegte er bei Bahn-Weltmeisterschaften im Sprint der Profis Rang drei. 1957 gewann er zudem den renommierten Sprint-Klassiker Grand Prix de Paris. Den Grand Prix d’Anvers gewann er 1958, den Grand Prix Amsterdam 1961 und 1962, den Großen Preis von Berlin 1962. Er startete auch bei 20 Sechstagerennen, von denen er eins gewann, 1963 mit Rik Van Steenbergen in Madrid. In der Saison 1963/64 unternahm er eine ausgedehnte Wettkampfreise nach Australien. Er gewann dort 13 Sprintturniere, unter anderen das wichtigste Rennen, den Großen Preis von Australien.
1968 trat De Bakker als Radsportler zurück, blieb aber noch viele Jahre als Schrittmacher bei Steher- und Dernyrennen aktiv.